# Славовица (област Плевен)
 Тази статия е за селото в Област Плевен.  За другото българско село с това име вижте Славовица (Област Пазарджик).  
Сла̀вовица е село в Северна България. То се намира в община Долна Митрополия, област Плевен.

## География
Село Славовица област Плевен се намира на 30 километра от Плевен в северозападна посока разположено е между град Тръстеник и село Оряховица. Селото има шосейни връзки с Плевен и съседните села, през с. Гиген до с. Байкал на река Дунав.

## История
Според предание селото е назовано на името на киевския княз Светослав Светополк, който през IX век нахлува в България. Станувал в местността Манастира. Съществуващия манастир е разрушен от турците след потушаване и преследване на участници в Чипровското въстание.

## Културни и природни забележителности
Съборът на селото обикновено е последната събота и неделя от месец октомври.

## Личности
Родени:
Андрей Романов (р. 1926) – кмет на Плевен (1971-1979)